# Angelo Catelani
Angelo Catelani (Guastalla, 1811 - San Martino di Mugnano, 1866), fou un musicòleg i compositor italià.
Estudià amb els mestres: G. Asioli, M. Fusco, Nicola Zingarelli, Crescentini i Donizetti. En acabar els estudis musicals ocupà la plaça de director del teatre de Messina, i el 1834 passà a Modena com a director de la capella i teatre del gran duc.
Se li deuen les òperes: Il diavolo immaginario, Beatrice de Tolosa, Carattaco, de les que tan sols es representà l'última el 1841. Des de llavors deixà de compondre i es consagrà a l'ensenyança i a la crítica musical, col·laborant en la Gazetta musicale de Milà, i publicà notables estudis vers de Nicola Vicentino y Aaron, Orazio Vecchi (1858), Claudio Merulo (1860), Alejandro Stradella (1866) i alguns altres autors.